# نران (سنندج)
نران یک روستا ازتوابع شهرستان سنندج بخش مرکزی در استان کردستان است که در۲۵ کیلومتری جنوب شرقی سنندج و در جاده سنندج کامیاران واقع است. این روستا مرکز دهستان نران است؛ که در جنوب به زمین‌های روستاهای سمان و دره باغ و در غرب به کوه‌های روستای قصریان و در شمال به زمین‌ها ومراتع روستای میآوران و در شرق نیز به مراتع و کوه‌های مارنج محدود می‌شود. وسعت زمین‌های روستا حدوداً۱۱٫۰۰۰ هکتار است. که دامنه کوهی که روستا در آن جا بنا شده حدود ۱۵ هکتار است .
روستا در دل کوه‌ها و تقریباً در یک منطقه بن‌بست که با جادهٔ در حدود۳۰ کیلومتر(۲۴ کیلومتر آن آسفالت و ۶ کیلومتر دیگر آن خاکی) از روستاهایی مثل سمان، دره باغ، هواله، بوربان، قصریان و کیلک گذر کرده و به شهر سنندج وصل می‌شود. عمر این جاده حدود چهل سال است.

## وضعیت جغرافیایی و معماری
این روستا در دامنه کوهی بلند و مشرف به دره‌ای عمیق بین کوه‌های بلند قرار دارد و خانه‌های این روستا به‌صورت پلکانی روی هم ساخته شده‌اند، به‌طوری که بام هر خانه، حیاط خانه‌ای دیگر است.
چنین معماری جالب توجهی، این روستا را از سایر روستاها متمایز کرده و نمایی بسیار زیبا به آن بخشیده‌است.

## عمارت تاریخی سنجرخان وزیری
بنای تاریخی عمارت سنجرخان وزیری نرانی دارای یک معماری ساده و بومی وار بوده که با مصالح خشت و چوب ساخته شده و دارای نمای کاهگلی است که مربوط به دوره قاجاریه بوده و به شماره ۳۶۶۳۰ در فهرست آثار ملی کشور به ثبت رسیده‌است.